# Landschaftsschutzgebiet Brokerbach

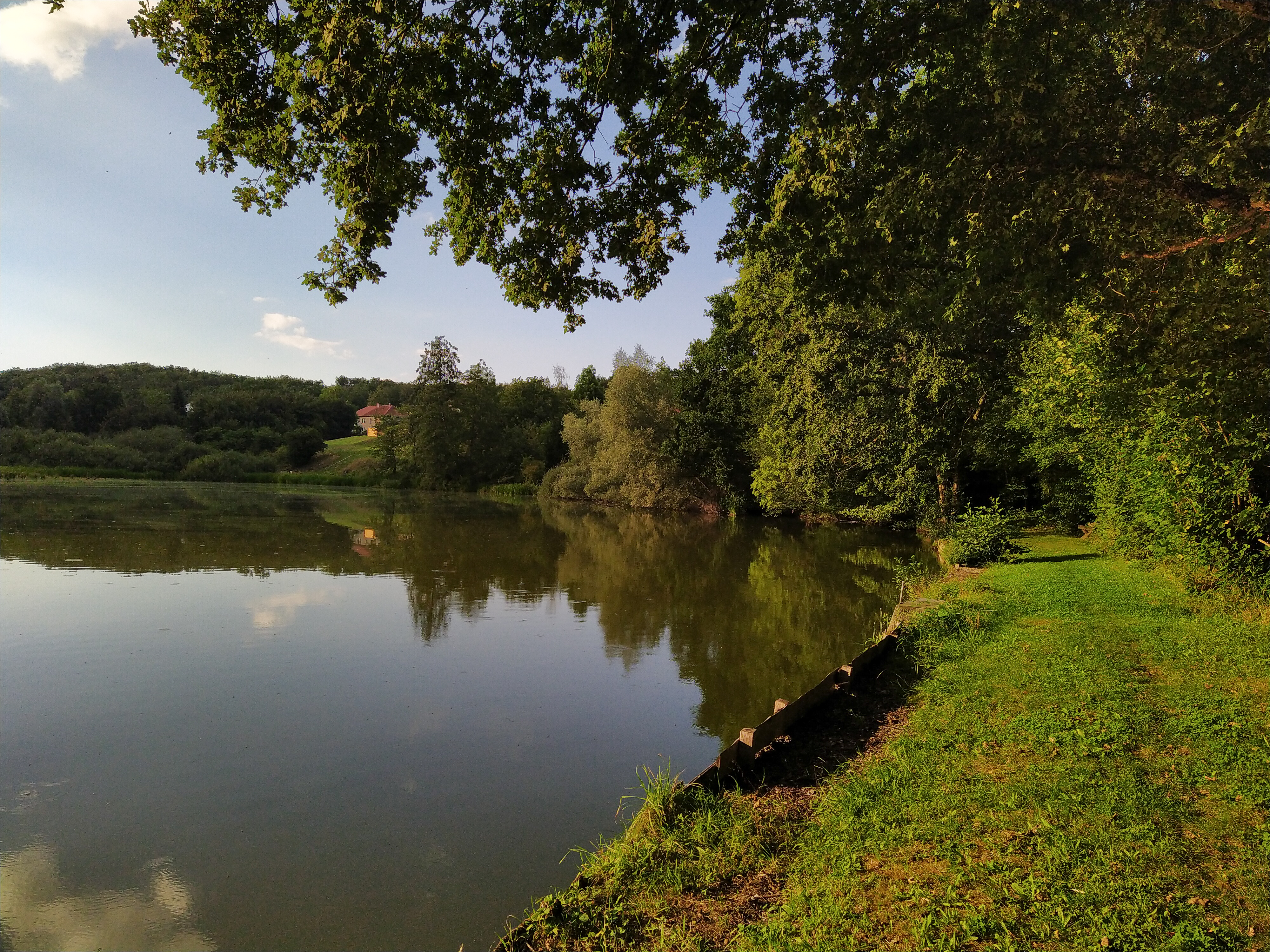
Mühlenteich im Landschaftsschutzgebiet

Das Landschaftsschutzgebiet Brokerbach mit etwa 25 ha Flächengröße liegt südlich von Brokhausen im Stadtgebiet von Detmold. Es wurde 2006 mit dem Landschaftsplan Detmold durch den Kreistag des Kreises Lippe als Landschaftsschutzgebiet (LSG) ausgewiesen. Das LSG grenzt im Norden direkt an die Bebauung von Brokhausen und von Loholz.

## Beschreibung
Das LSG umfasst einen Teilbereich des naturnahen Brokerbaches. Im Schutzgebiet befinden sich mehrere Quellbereiche mit anschließenden schmalen Quellbächen in 
einem Erlen-Eschen-Gehölz. Die Quellbäche münden in einen Teich mit schmalem Röhrichtsaum. Im Süden der Fläche befindet sich ein mittelalter Erlen-Bruchwald. Der 1 m breite, begradigte Bach fließt anschließend in einem flachen grünlandgenutzten Tal. Er wird von einem gut ausgeprägten Erlen-Ufergehölz begleitet. Im Bereich der Broker Mühle befindet sich ein alter 1 ha großer Mühlenteich am Brokerbach mit ausgedehnter Verlandungszone mit verschiedenen Röhrichten und Hochstaudenfluren. Am Ostufer des Teiches steht ein altes Ufergehölz mit Erlen, Pappeln und Kopfweiden. Am Nordufer wächst ein sehr gut ausgeprägtes Rohrkolbenröhricht. Daran schließt sich ein Weiden-Aue-Wald an. An dessen Rand verläuft der 2 m breite Broker Bach mit einer kiesigen Sohle.

## Schutzzwecke für das LSG
Laut Landschaftsplan erfolgte die Ausweisung des LSG
- „zur Erhaltung und Wiederherstellung der Leistungsfähigkeit des Naturhaushaltes in ökologisch besonders wertvoll strukturierten Bereichen mit Wasser-, Klima- und Biotopschutzfunktionen,“
- „zur Erhaltung und Wiederherstellung von Quellbereichen und naturnahen Fließgewässern, Wald- und Grünlandbereichen unterschiedlicher Feuchtestufen, Feldgehölzen, Hecken und Obstwiesen,“
- „zur Erhaltung morphologisch ausgeprägter Bereiche zur Sicherung der landschaftlichen Eigenart und Vielfalt für die Erholung,“
- „zur Erhaltung wertvoller Biotopkomplexe aus Wald-Grünlandbereichen, Fließgewässern und Quellen sowie Biotopen nach § 62 LG mit wichtigen Refugial-, Puffer-, Trittstein- und Vernetzungsfunktionen,“
- „zur Erhaltung und Wiederherstellung wichtiger Rückzugsräume für die bedrohte Tier- und Pflanzenwelt,“
- „zur Sicherung der das Orts- und Landschaftsbild gliedernden und belebenden und die dörflichen Siedlungsstrukturen prägenden Freiraumelemente.“[1]

## Rechtliche Vorschriften
Im Landschaftsschutzgebiet ist unter anderem das Errichten von Bauten und Fischteichen verboten. Grün- und Brachland darf nicht in eine andere Nutzungsart umgewandelt oder umgebrochen werden.